# Mgła
Mgła (zu deutsch Nebel) ist eine im Jahr 2000 gegründete Black-Metal-Band aus Krakau.

## Geschichte

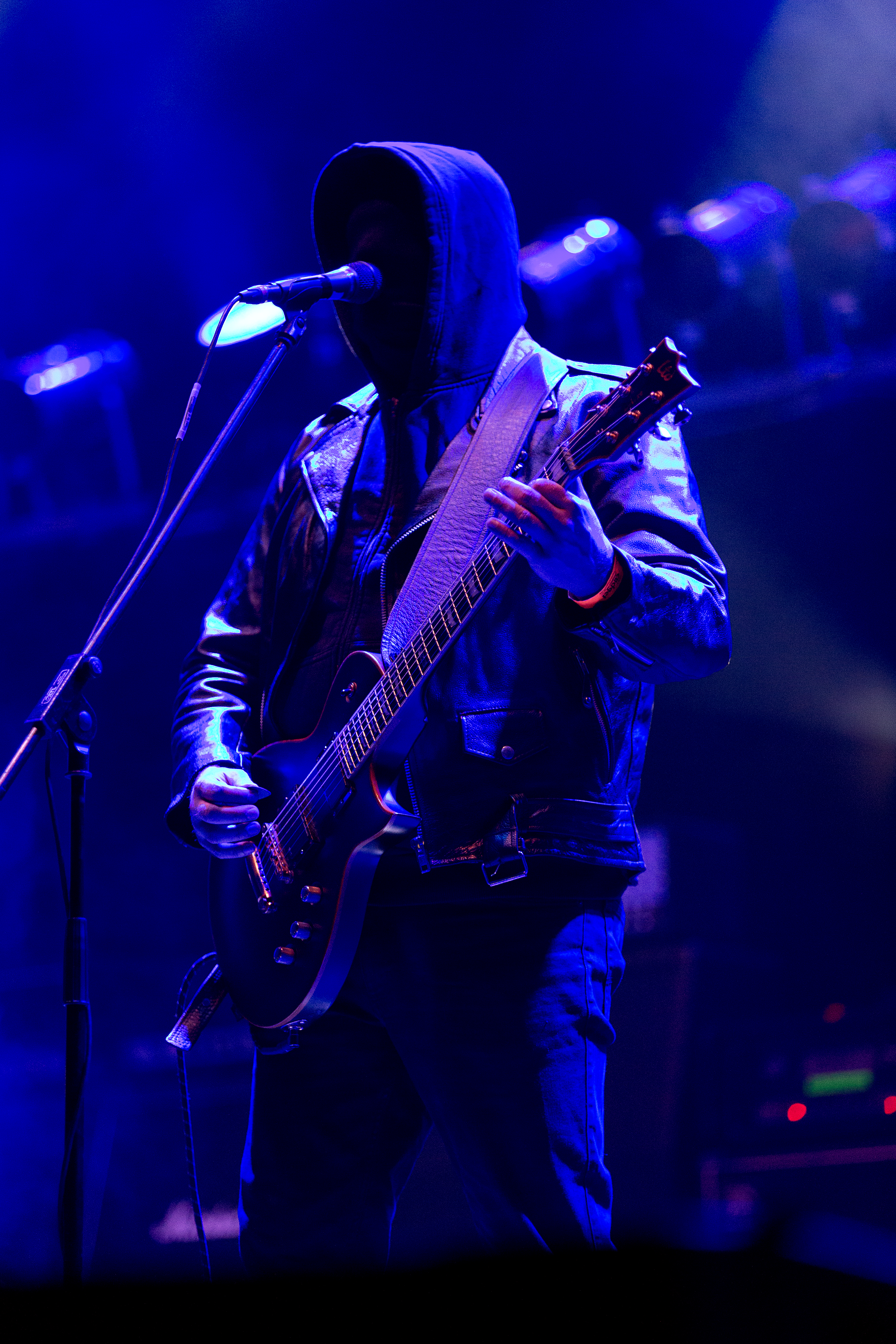
Mgła spielen auf dem Party.San, 2016.

Gegründet wurde Mgła im Jahr 2000 durch die beiden Musiker Mikołaj „M.“ Żentara und Maciej „Darkside“ Kowalski in der polnischen Stadt Krakau. Die ersten beiden EPs Presence und Mdłości wurden erst sechs Jahre nach der Bandgründung herausgebracht. Ein Jahr später folgte die Herausgabe der dritten EP mit dem Titel Further Down the Nest, ehe im Jahr 2008 das Debütalbum Groza (pol.: Furcht, Grauen) über Northern Heritage Records veröffentlicht wurde.
Die ersten Live-Konzerte absolvierte die Gruppe erst im Jahr 2012, kurz nachdem das zweite Album With Hearts Toward None auf dem Markt kam. Zur Unterstützung wurden die Musiker ShellShocked am E-Bass und Silencer an der Leadgitarre in die Live-Besetzung aufgenommen. Mit der Zeit absolvierte die Band mehrere Festivalauftritte in Europa, darunter dem Inferno Festival, beim Brutal Assault, den Metaldays sowie auf dem Hellfest. 2015 veröffentlichten Mgła ihr drittes Album Exercises in Futility über Northern Heritage Records, das der Band ihren ersten Durchbruch verschaffen konnte. So wurde das Album vom Metal Hammer auf Platz 10 der besten Black-Metal-Alben des Jahres 2015 gewählt und erhielt im Folgejahr eine Nominierung in der Kategorie Up and Coming bei den Metal Hammer Awards. Im November des Jahres 2015 tourte die Band erstmals in den Vereinigten Staaten, gefolgt von einer Europatour im Dezember.
Im Herbst des Jahres 2016 waren Mgła der Opening-Act für Secrets of the Moon und Behemoth auf dem zweiten Abschnitt der Europa Blasphemia Tour, die durch Deutschland, Frankreich, Portugal, Spanien und die Schweiz führte. Ursprünglich sollte der Tour-Auftakt im Schlachthof in Wiesbaden stattfinden, allerdings wurde das komplette Konzert abgesagt, nachdem ein Shitstorm in den sozialen Medien bezüglich der Ausladung von Mgła losgetreten wurde.
Gemeinsam mit den polnischen Genre-Kollegen Deus Mortem war Mgła als Vorband für die Black-Metal-Band Revenge auf deren Europatour, die zwischen dem 28. April und dem 17. Mai 2019 stattfand, zu sehen. Anfang September erschien mit Age of Excuse das inzwischen vierte Studioalbum der Musiker unter ihrem eigenen Label No Solace sowie bei Miko Aspas Northern Heritage Records.

## Verdacht auf Rechtsextremismus
Sowohl Texte als auch Interviews von Mgła sind, genau wie die der gemeinsamen Vorgänger-Band Kriegsmaschine, frei von jeglichen politischen, rassistischen oder nationalistischen Äußerungen. Auch verwendet die Band auf CD-Covern oder Bandshirts keinerlei Symbole, die im Zusammenhang mit Rechtsextremismus stehen.
Jedoch stehen die Bandmitglieder in Verdacht, rechtsextremes Gedankengut zumindest zu tolerieren. Gründe für die Vorwürfe sind unter anderem die Beteiligungen von Darkside in der Band MasseMord, dessen Sänger, Namtar, in Interviews sich trotz anhaltender Vorwürfe nicht klar vom NSBM distanzierte. Sänger M war zudem an früheren Albumproduktionen der polnischen Band Infernal War beteiligt  und veröffentlichte 2000 mit seinem Power-Electronic-Projekt Leichenhalle ein Album mit dem Namen Judenfrei. Auf dem finden sich unter anderem Songs wie Jerusalem in Flames, Judenfrei, China Scum und Holy Leader. Auch die Tatsache, dass die Band beim finnischen Label Northern Heritage Records unter Vertrag steht, dessen Besitzer sich öffentlich schon mehrfach zum Rassismus bzw. Faschismus bekannte und einige offen rechtsextreme Bands unter Vertrag genommen hat, sorgte bereits für Zwiespalt in der Metalszene.
Nachdem die Band am 20. Oktober 2016 wegen der Verdächtigungen von einem Konzert im Schlachthof in Wiesbaden, das im Rahmen der Europa Blasphemia Tour mit Behemoth und Secrets of the Moon stattfinden sollte, ausgeladen wurde, zog dies massive Kritik in den sozialen Medien gegen die Eigentümer der Konzerthalle nach sich, sodass das Konzert gänzlich abgesagt werden musste. Ende April 2019 geriet das Backstage in München in die Kritik, da sie am 1. Mai 2019 mit Deus Mortem und eben Mgła zwei Bands auftreten lassen wollten, die zumindest Kontakte in der rechtsextremen Musikszene haben sollen. Das Bündnis gegen Antisemitismus forderte die Betreiber in einem offenen Brief auf, die Veranstaltung abzusagen. Diese gaben später bekannt, die Vorwürfe gegen die beiden Bands prüfen zu wollen. Zwischenzeitlich gaben die Betreiber des Backstage in München, des Columbia Theater in Berlin als auch ein nicht bekannter Promoter in Brno bekannt, die Konzerte aufgrund der im Raum stehenden Vorwürfen abzusagen. Auch in Wien gab es Proteste gegen das Konzert, sodass die Veranstalter entschieden, Deus Mortem nicht auftreten zu lassen, das Konzert von Mgła nicht abzusagen. Die Musiker haben zwischenzeitlich angekündigt, rechtliche Schritte einzuleiten.
Die Band selbst hat sich zu den Vorwürfen anfangs nicht geäußert; in einem im Deaf Forever veröffentlichten Interview wurde später Stellung gegen autoritäre Ideologien bezogen.

## Musik und Auftreten

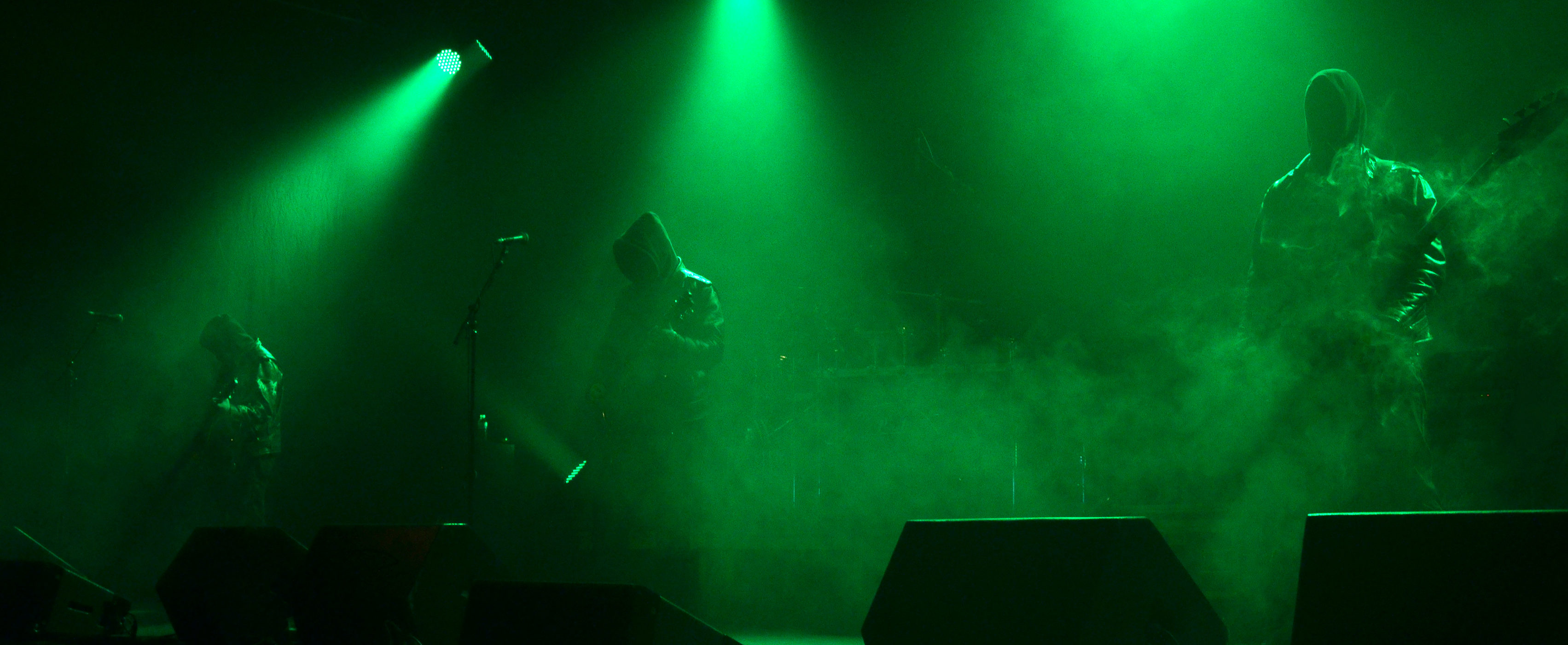
Mgła spielen auf dem Throne Fest in Kuurne, Belgien, 2014.

Mgła gehören neben der Band Kriegsmaschine zu den wichtigsten Vertretern der zweiten Generation des polnischen Black Metal, welcher sich an dem norwegischen Black Metal der frühen 1990er-Jahre orientiert. Die Band spielt einen klassischen und rohen Black Metal, der im Vergleich zu anderen Gruppen dieser Musikrichtung melodiös gehalten ist. Auch fällt das Schlagzeugspiel im Vergleich zu anderen Vertretern des Black Metal abwechslungsreich und technisch anspruchsvoller aus. Typisch für die Musik von Mgła sind außerdem prägnante Moll-Gitarrenleads.
Die Texte basieren auf persönlichen Erfahrungen sind größtenteils nihilistisch-misanthropisch gehalten und weisen unter anderem Referenzen des Philosophen Friedrich Nietzsche und Charles Bukowski auf. Dadurch werde eine enorm dichte und düstere Atmosphäre erzeugt. Dies spiegelt sich in mehreren Kritiken wider: So hat man die Musik bei Metal.de als „vertonten Nihilismus“ bezeichnet; das Album Exercises in Futility bei Stormbringer.at als „depressiv-wahnsinnigen Monolith“ beschrieben. Laut Welt Online verdeutliche die Gruppe, dass der Satanismus in katholisch wie protestantisch geprägten Mehrheitsgesellschaften als Rebellion genutzt werden kann. Als musikalische Referenz wurde von Pitchfork Media Dissection genannt, was M. in einem Interview mit Metalnerd.de teilweise bestätigt. Jedoch sehe er Mgła von Burzum und Darkthrone beeinflusst.
Ein Markenzeichen Mgła’s sind die minimalistisch gehaltenen Live-Auftritte. Im Gegensatz zu vielen anderen Bands verzichtet die Band auf Bühneneffekte, wie zum Beispiel Pyrotechnik oder Kunstblut. Bewegungen auf der Bühne werden auf ein Minimum reduziert, sodass die Konzerte der Gruppe als „statisch“ empfunden werden. Auch verzichten die Musiker auf das Tragen szenetypischer Accessoires, wie Nietenschmuck, Patronengürtel oder Pentagramme; stattdessen beschränken die Musiker ihr Outfit auf völlig schwarze Kleidung, schwarze Stofftücher und Kapuzen, mit denen die Gesichter verhüllt werden. Dadurch soll ein Personenkult verhindert werden, da die Gruppe die Aufmerksamkeit auf ihre Musik legen will.

## Diskografie
- 2001: Demo (Demo, Eigenverlag)
- 2005: Crushing the Holy Trinity (Split mit Deathspell Omega, Stabat Mater, Musta Surma, Clandestine Blaze und Exordium, Northern Heritage Records)
- 2006: Presence (EP, Northern Heritage Records)
- 2006: Mdłości (EP, Under the Sign of Garazael Productions, Flagellum Haereticorum, 2007 über Todeskult Entertainment neu aufgelegt)
- 2007: Further Down the Nest (EP, Todeskult Entertainment)
- 2010: Groza (Album, Northern Heritage Records)
- 2012: With Hearts Toward None (Album, Northern Heritage Records)
- 2015: Exercises in Futility (Album, Northern Heritage Records)
- 2019: Age of Excuse (Album, Northern Heritage Records)

## Nominierungen
- Metal Hammer Awards
  - 2016: Up and Coming (nominiert)